# Viana (Cap Verd)
Viana és un petit volcà a la part oriental de l'illa de São Vicente a Cap Verd. La seva elevació és de 163 m. Està situada 3 km al sud de Calhau i 14 km al sud-est de la capital de l'illa Mindelo.